# Lotta Love
Lotta Love è una canzone pop, scritta ed originariamente incisa nel 1978 da Neil Young, che la incluse nel proprio album Comes a Time.  La versione più nota è tuttavia quella incisa nello stesso anno da colei che nell'album era la corista di Young, ovvero Nicolette Larson: la Larson incluse il brano nel suo album di debutto Nicolette e pubblicò anche il singolo, che rappresentò la prima hit della cantante.

## Testo
(incipit del brano)
Il testo parla di una relazione amorosa che è probabilmente in crisi: dice che ci vuole tanto amore per evitare che ci si stacchi uno dall'altra.

## La versione di Nicolette Larson
Il disco della Larson fu pubblicato su etichetta Warner Bros. Records e prodotto da Ted Templeman.

### Tracce

#### 45 giri[6]
1. Lotta Love 4:10
2. Angels Rejoiced 2:25

#### 45 giri maxi[6]
1. Lotta Love 4:10
2. You Send Me 3:50

### Classifiche
| Classifica                | Posizione massima | Nr. di settimane |
| ------------------------- | ----------------- | ---------------- |
| Canada                    | 4                 |                  |
| Nuova Zelanda             | 22                |                  |
| US Billboard Hot 100      | 8                 |                  |
| US Hot Adult Contemporary | 1                 |                  |

## Altre cover
Tra gli altri artisti che hanno inciso o eseguito pubblicamente una cover del brano, figurano (in ordine alfabetico):
- Dinosaur Jr. (1989)
- Nicolette Larson & The Doobie Brothers (1979)
- Halie Loren (2011)
- Jason Mraz & Shawn Colvin (2011)
- She & Him (2008)
- The String Quartet (2002)

## Il brano nel cinema e nelle fiction
- Il brano, nella versione di Nicolette Larson, è stato inserito in alcuni episodi degli anni ottanta della soap opera Sentieri (Guiding Light).

## Aneddoti e curiosità legati al brano
- Il 21 febbraio 1998 fu organizzato a Santa Monica un concerto in memoria di Nicolette Larson, prematuramente scomparsa nel dicembre precedente, che fu intitolato Lotta Love Concert[8][11]